# Rugathodes
Rugathodes là một chi nhện trong họ Theridiidae.